# Quercus laevis
Quercus laevis es una especie de árbol de la familia de las fagáceas.  Está clasificada en la sección Lobatae; del roble rojo de América del Norte, Centroamérica y el norte de América del Sur que tienen los estilos largos, las bellotas maduran en 18 meses y tienen un sabor muy amargo.  Las hojas suelen tener lóbulos con las puntas afiladas, con  cerdas o con púas en el lóbulo.

## Distribución y hábitat
Es originaria del sudeste de los Estados Unidos, desde Delaware al centro de Florida, y oeste de Louisiana.

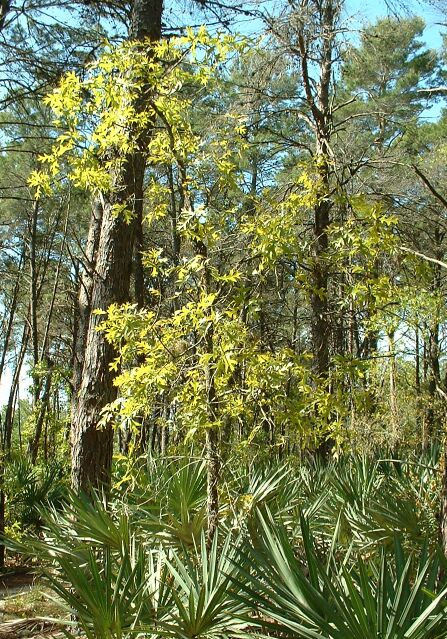
"American Turkey Oak trees"

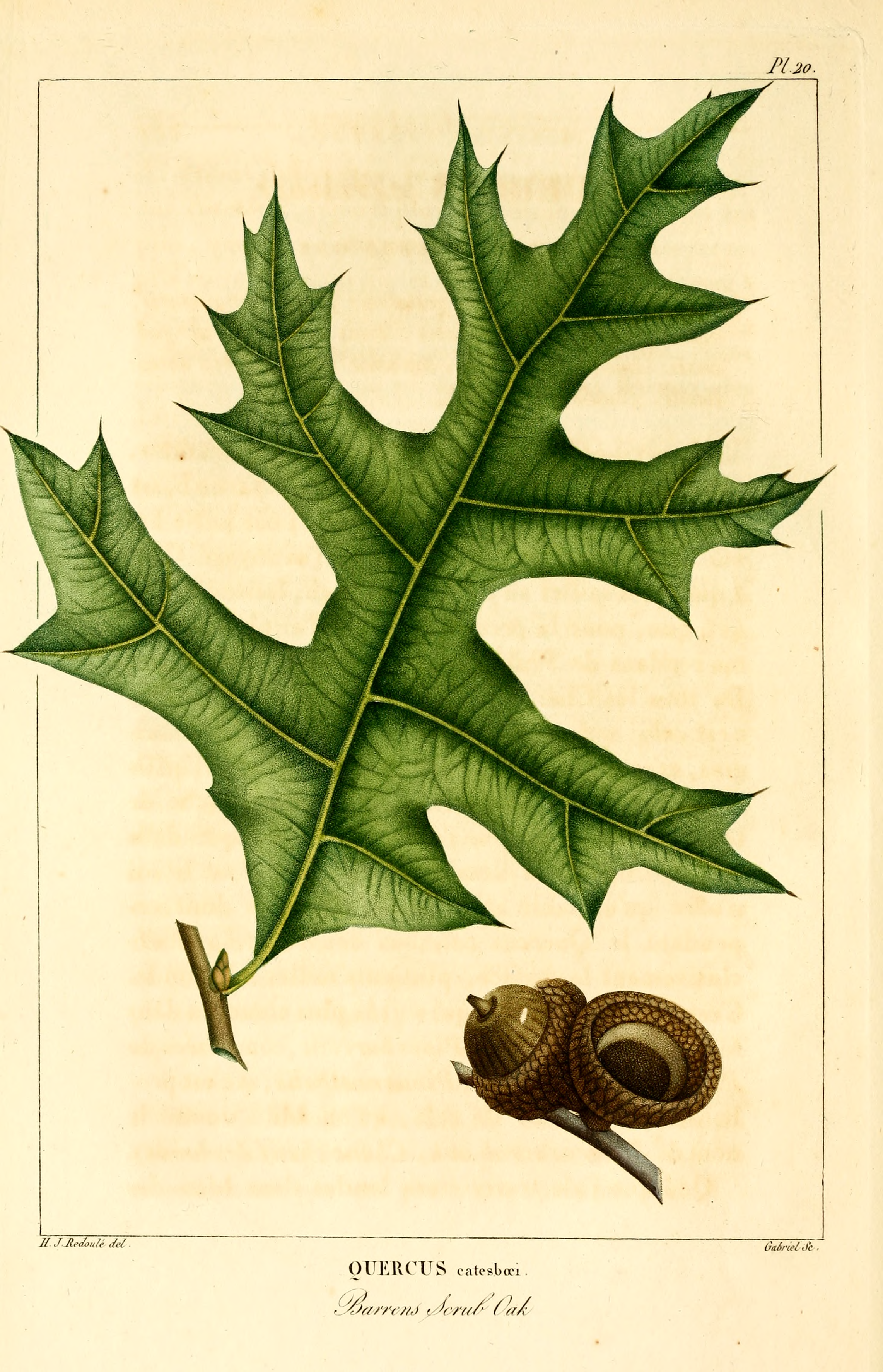
Ilustración

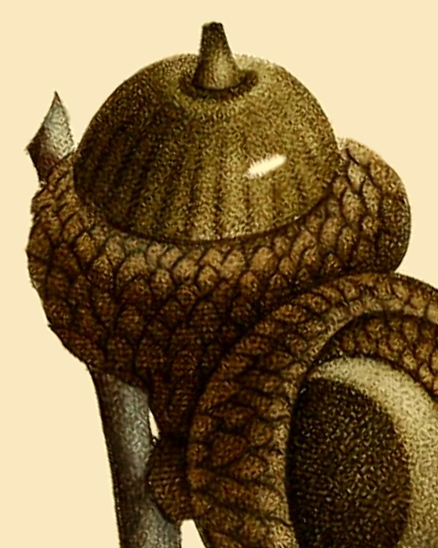
Ilustración de la bellota

## Descripción
Es un pequeño árbol, a veces arbustivo, por lo general alcanza un tamaño de sólo 8-10 metros de altura, aunque en ocasiones alcanza los 18 metros. Las hojas son de tamaño variable, sobre todo de 10-17 centímetros de largo, pero a veces sólo 8 centímetros de largo o hasta 30 centímetros. Tienen 3-7 lóbulos delgados, profundamente incisos entre los lóbulos, cada lóbulo con 1-3 dientes de cerdas en la punta. Las bellotas son unos 20-25 milímetros de largo, y, al igual que otros robles rojos, con 18 meses para madurar.

## Hábitat
Suele crecer en suelos pobres, delgados y secos, rocosos o arenosos donde pocos otros robles distintos como Quercus marilandica, pueden prosperar. No tiene la hermosa corona de muchos robles, pero sin embargo es un árbol valioso para el cultivo en sitios secos, poco fértiles y arenosos. Las hojas profundamente lobuladas también son atractivas. Por lo común, forman un árbol de sotobosque con Pinus palustris y otros pinos que se encuentran en montículos de arena en el sudeste de Estados Unidos.

## Taxonomía
Quercus laevis fue descrita por Thomas Walter y publicado en Flora Caroliniana, secundum . . . 234. 1788.
Etimología
Quercus: nombre genérico del latín que designaba igualmente al roble y a la encina.
laevis: epíteto latín que significa "con dientes".
Sinonimia
- Quercus catesbaei Michx.
- Quercus catesbaei f. rappii (Trel.) A.Camus
- Quercus laevis f. lineariloba Trel.
- Quercus laevis f. rappii Trel.[3]